# 강릉공항
강릉공항(江陵空港, 영어: Gangneung Air Base, IATA: KAG, ICAO: RKNN)은 강원특별자치도 강릉시 남항진동에 있는 공군 기지로 이전에는 속초공항과 함께 민간 공항으로 사용되기도 했으나 2002년 4월 양양국제공항 개항 이후에는 제18전투비행단이 주둔하고 있으며 2018년 동계 올림픽 유치에 성공하면서 한 때 민간 항공기를 다시 띄워야 한다는 주장이 제기되기도 했다.

## 과거 운항 노선

### 국제선
| 항공사   | 목적지           |
| -------- | ---------------- |
| 대한항공 | 전세편: 후쿠오카 |

### 국내선
| 항공사       | 목적지                       |
| ------------ | ---------------------------- |
| 대한항공     | 서울(김포), 부산, 제주,      |
| 아시아나항공 | 서울(김포), 광주, 부산, 제주 |

## 과거 이용객 추이
| 비고                 | 1997년  | 1998년  | 1999년  | 2000년  | 2001년  | 2002년  |
| -------------------- | ------- | ------- | ------- | ------- | ------- | ------- |
| 운항(편수)           | 7,835   | 6,353   | 5,632   | 5,857   | 4,732   | 914     |
| 여객 (명)            | 900,448 | 626,893 | 564,669 | 515,249 | 409,683 | 67,355  |
| 추이 (여객/전년대비) |         | 273,555 | 62,224  | 49,420  | 105,566 | 342,328 |

## 사건 및 사고
- 1969년 12월 11일 강릉을 출발해 서울로 향하던 대한항공 YS-11기가 강원특별자치도 평창군 대관령 상공에서 승객으로 위장한 북한 공작원 조창희에 의해 납북된 후 함경남도 정평군 선덕비행장에 강제 착륙당했다.

## 같이 보기
- 원주공항
- 양양국제공항
- 속초공항